# Urocorycaeus lautus
Urocorycaeus lautus – gatunek widłonoga z rodziny Corycaeidae. Gatunek ten opisał amerykański zoolog James Dwight Dana, nadając mu nazwę Corycaeus lautus; publikacja ukazała się pomiędzy 1849 a 1852 rokiem.